# Macarena Santelices

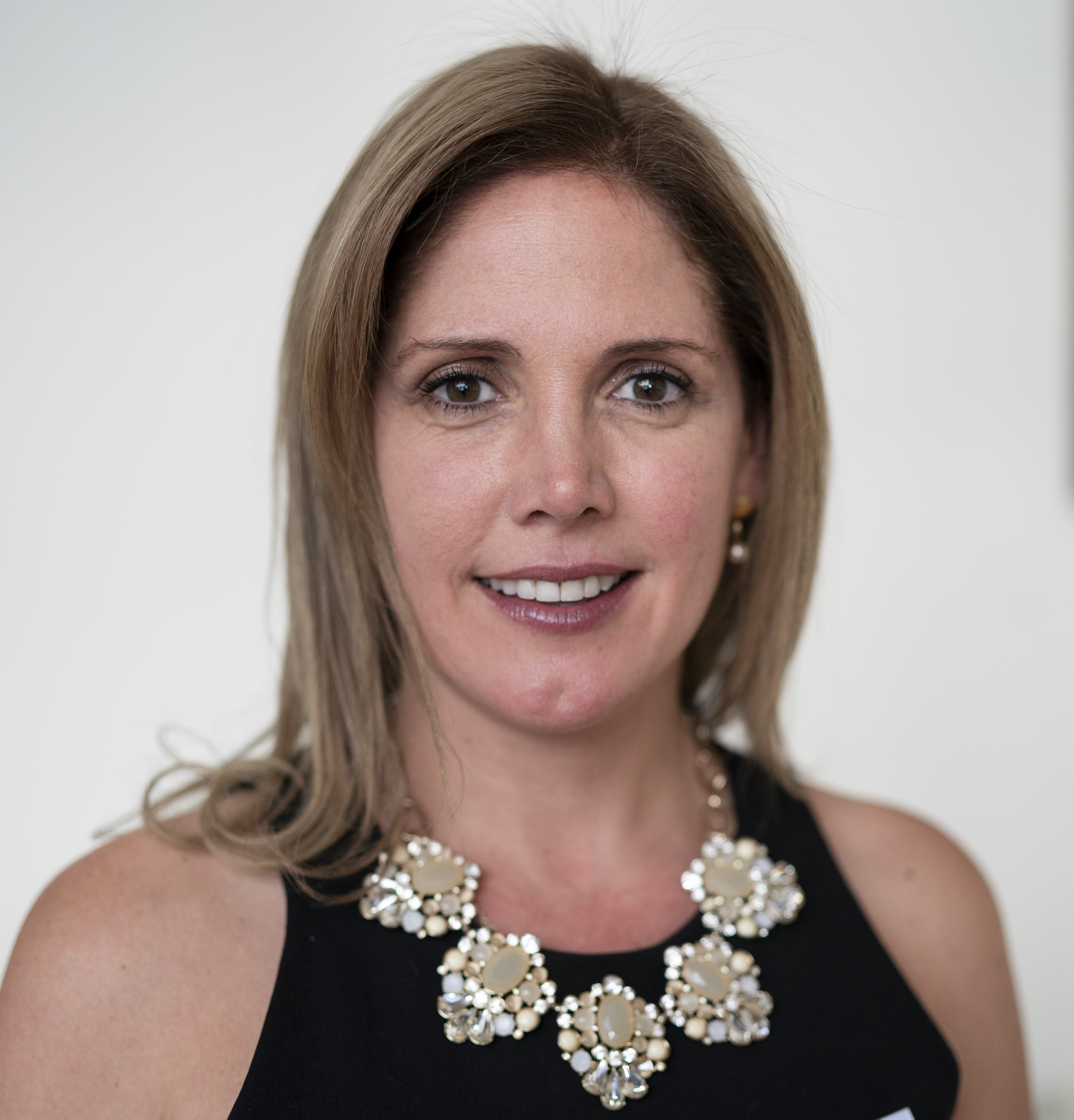
Macarena Santelices am Tag ihrer Ernennung zur Frauenministerin im Mai 2020

Macarena Eugenia Santelices Cañas  (* 15. August 1977 in Viña del Mar) ist eine chilenische Journalistin und Politikerin. Vom 6. Mai bis zum 9. Juni 2020 war sie Ministerin für Frauen und Geschlechtergleichheit.

## Familie und Ausbildung
Macarena Santelices ist die Tochter von Ana Eugenia Cañas Pinochet und Luis Santelices Barrera, der während der Militärdiktatur von 1986 bis 1989 Bürgermeister von Los Andes war. Sie ist die Großnichte des früheren Diktators Augusto Pinochet. Sie studierte Kommunikationswissenschaften an der Universität Viña del Mar und schloss als Journalistin ab. Darauf folgte ein Masterstudium in Kommunikation an der Universität von Alcalá de Henares in Spanien. Seit 2012 ist sie mit dem Drehbuchautor und Regisseur Eduardo „Lalo“ Prieto verheiratet, mit dem sie zwei Kinder hat.

## Wirken
Santelices arbeitete zunächst mehrere Jahre als Journalistin und Fernsehmoderatorin für die Fernsehkanäle UCV Television, La Red, Mega and Canal 13, bevor sie als Politikerin aktiv wurde.
Ihre politische Karriere begann 2008 mit der Wahl zur Stadträtin von Olmué, einer Kleinstadt in der Region Valparaiso. Vier Jahre später wurde sie in derselben Stadt mit absoluter Mehrheit zur Bürgermeisterin gewählt und in dieser Funktion 2016 bestätigt. Im Oktober 2019 trat sie von ihrem Amt als Bürgermeisterin zurück, da sie bei den Wahlen im Jahr 2020 als Kandidatin für den Gouverneursposten der Region Valparaiso antreten wollte.

### Ernennung zur Frauenministerin
Am 5. Mai 2020 ernannte Präsident Sebastián Piñera sie zur Ministerin für Frauen und Geschlechtergleichheit, ein Amt, das sie am folgenden Tag antrat. Ihre Ernennung sorgte für viel Kritik und heftige Proteste. Diese hatten ihren Grund vor allem darin, dass Santelices, die der rechten UDI (Unión Democrática Independiente) angehört, sich nie von der Militärdiktatur Pinochets distanziert hat, und sich beispielsweise 2016 mit der Aussage zitieren ließ, dass man die guten Dinge unter dem Militärregime nicht vergessen dürfe. Weitere Gründe waren ihre Erklärungen gegen Migranten und auch, dass sie über keine Erfahrung in der Frauenpolitik verfügte. In einer Erklärung der Coordinadora Feminista 8M, einem breiten Bündnis von sozialen, feministischen und gewerkschaftlichen Organisationen, heißt es „Ihre Ernennung ist eine Gefahr für das Leben von Frauen, Lesben, Transvestiten, Trans- und Nicht-Binären, eine Provokation für die feministische Bewegung und unser historisches Gedächtnis, und wir werden es nicht dulden, dass jemand, der alles verkörpert, was wir anklagen, an der Spitze dieses Ministeriums steht“. In den sozialen Netzen erreichte der Hashtag #NoTenemosMinistra (Wir haben keine Ministerin) schnell große Verbreitung.

### Rücktritt

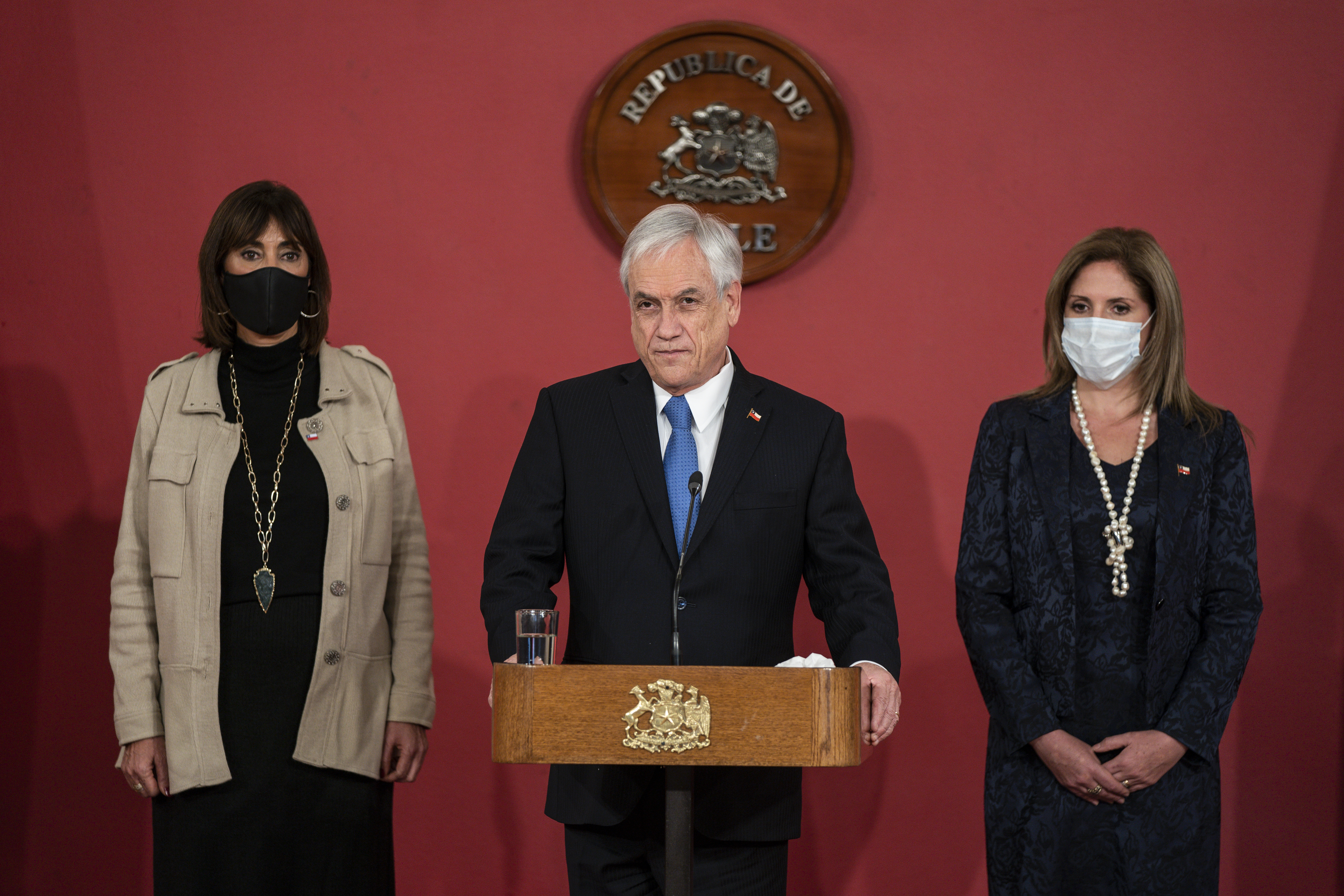
Am Tag des Rücktritts 9. Juni 2020 mit Präsident Piñera und Nachfolgerin Mónica Zalaquett

Nach nur 34 Tagen im Amt musste Santelices bereits zurücktreten. Ihre kurze Amtszeit war geprägt von Kritik und Protesten. Nach ihrer ersten Amtswoche redete sie davon, dass es feministische Bewegungen gebe, „die Chaos, Zerstörung und Disqualifikation anstrebten“.
Es waren auch Vorwürfe aufgetaucht, sie habe während ihrer Zeit als Bürgermeisterin von Olmué einen Fall von sexuellen Übergriffen eines Schulleiters gedeckt.
Anfang Juni 2020 musste sie ein Video zurückziehen, das ihr Ministerium als Teil einer Kampagne gegen Gewalt gegen Frauen ausgestrahlt hatte. Frauenverbände hatten kritisiert, dass darin Täter als Opfer dargestellt werden.
Als sie kurze Zeit später Jorge Ruz, der für seine sexistischen Schlagzeilen in der Zeitung „La Cuarta“ bekannt ist, zum Leiter der Studienabteilung des Ministeriums für Frauen und Geschlechtergleichstellung machte, hat dies außer zu Protesten offenbar auch zu Unmut im Kabinett geführt. Am 8. Juni 2020 wurde in den Medien über die umstrittene Ernennung berichtet, am 9. Juni 2020, nach nur 34 Tagen im Amt, reichte Santelices ihren Rücktritt ein. Ihre Nachfolgerin wurde Mónica Zalaquett.